# Anthemis pectinata
Anthemis pectinata là một loài thực vật có hoa trong họ Cúc. Loài này được Bory & Chaub. mô tả khoa học đầu tiên năm 1832.